# De Kolk (Noardeast-Fryslân)
De Kolk is een buurtschap in de gemeente Noardeast-Fryslân, in de Nederlandse provincie Friesland die ligt ten noordoosten van Warfstermolen en ten zuidwesten van Munnekezijl. De buurtschap ligt aan de Gruijtsweg en Olde Borchweg. De buurtschap is qua adressering verdeeld onder Warfstermolen en Munnekezijl. 
Door De Kolk stroomt een afwateringssloot, die ten noorden van de Kolk Nieuwlandsried ten zuiden ervan Oudlandsried wordt genoemd. Ten noorden van De Kolk ligt de polder Ooster-Nieuwkruisland en ten zuiden het voormalig eiland 't Oech. 

## Geschiedenis
De buurtschap ontwikkelde zich vanaf het begin van de 20ste eeuw. Het oudste huis ligt even ten noorden van de oude Zeedijk en dateert uit 1894. De naam van de buurtschap komt voor op kaarten vanaf de jaren 1960.

## Gemaal en molen
Naast het oudste (witte) huisje van De Kolk in de polder Ooster-Nieuwkruisland staat het stenen gebouwtje van een (elektrisch) gemaal dat in 1937 werd geplaatst ter vervanging van de poldermolen: De Oostermolen, die hier stond tussen 1845 en 1937. De molen werd zo genoemd ter onderscheiding van de De Westermolen bij Kollumerpomp die in hetzelfde jaar werd neergezet.

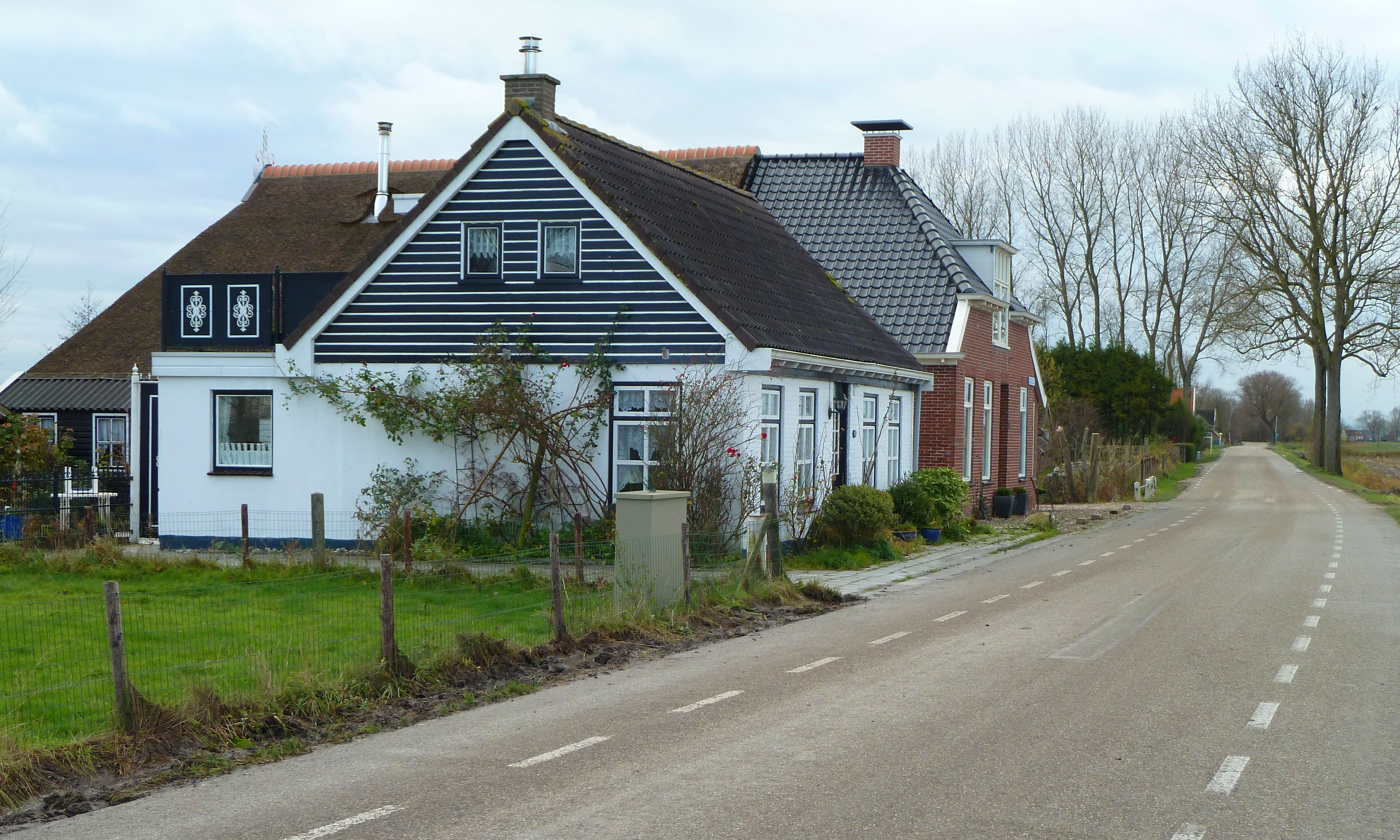
Enkele huizen in de buurtschap
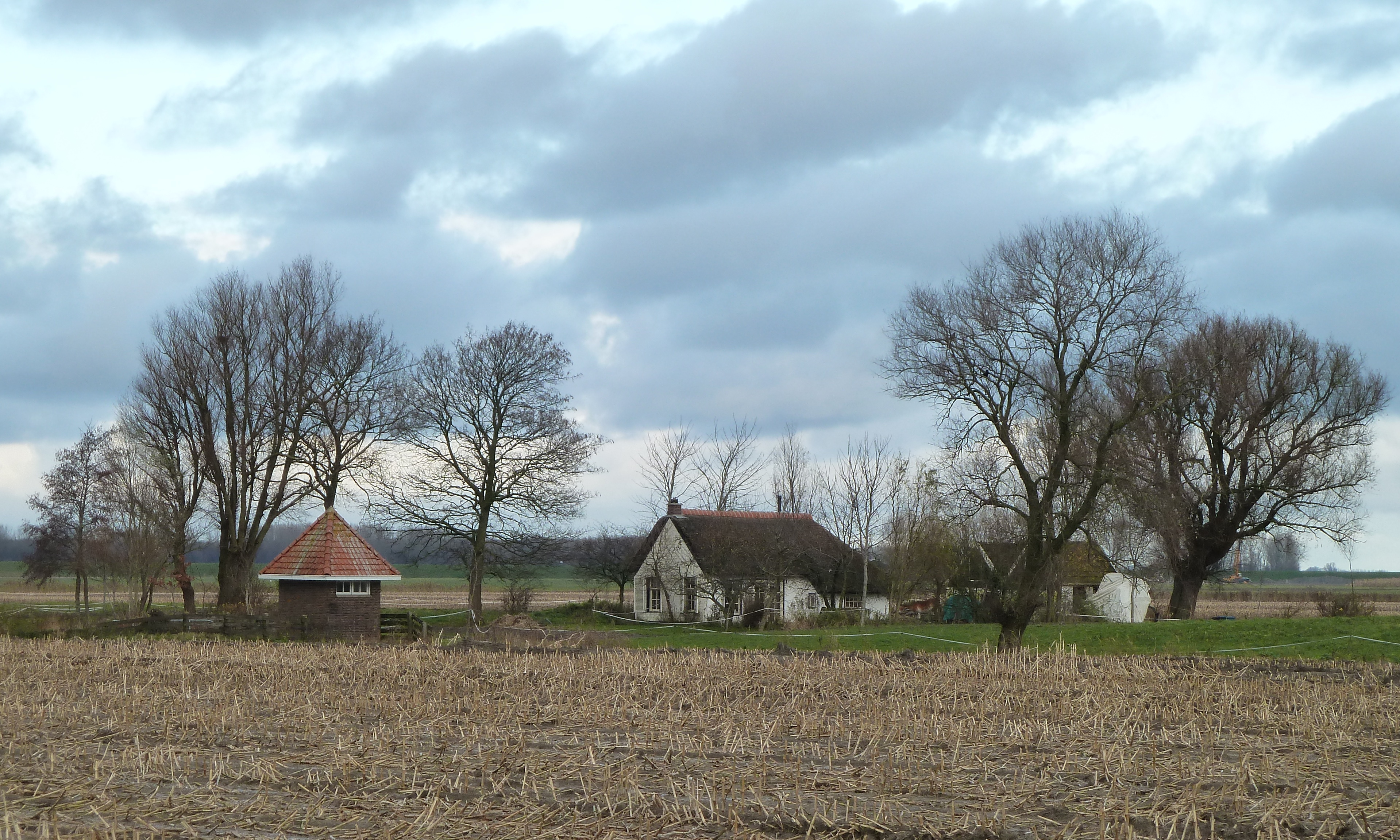
Gemaal en het witte huisje ten noorden van De Kolk
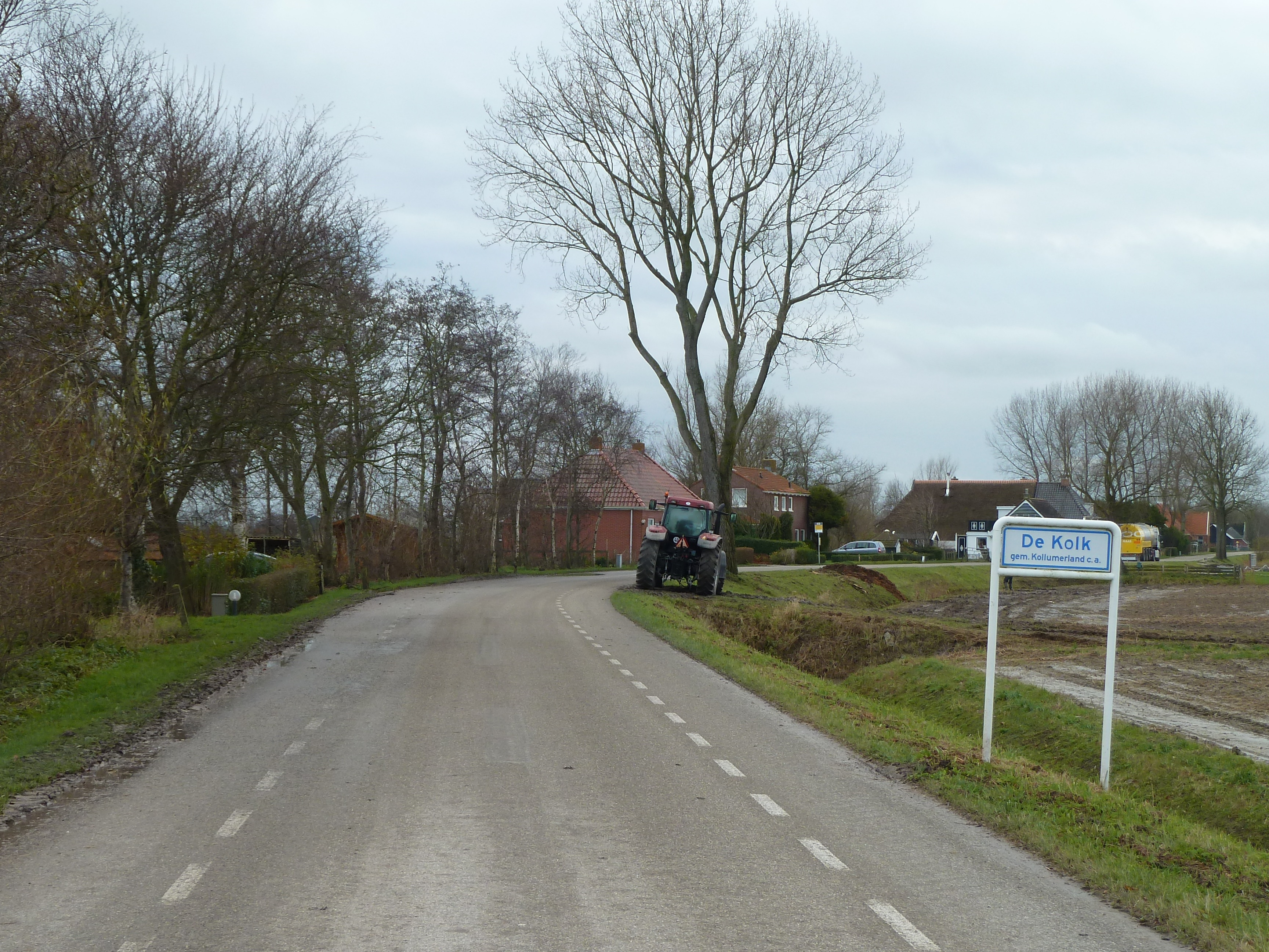
De buurtschap gezien vanaf Munnekezijl
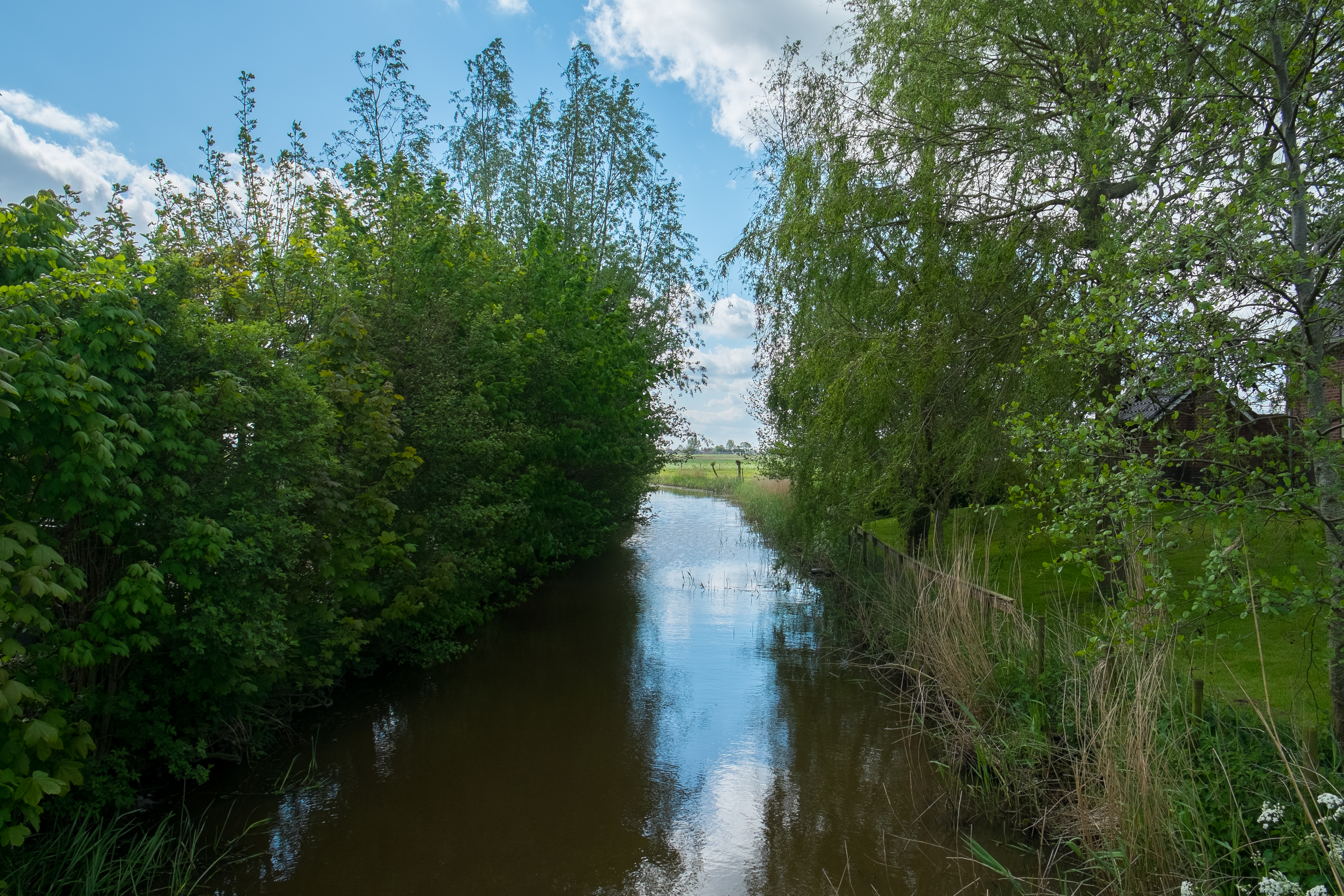
Oudlandsriet vanaf de brug
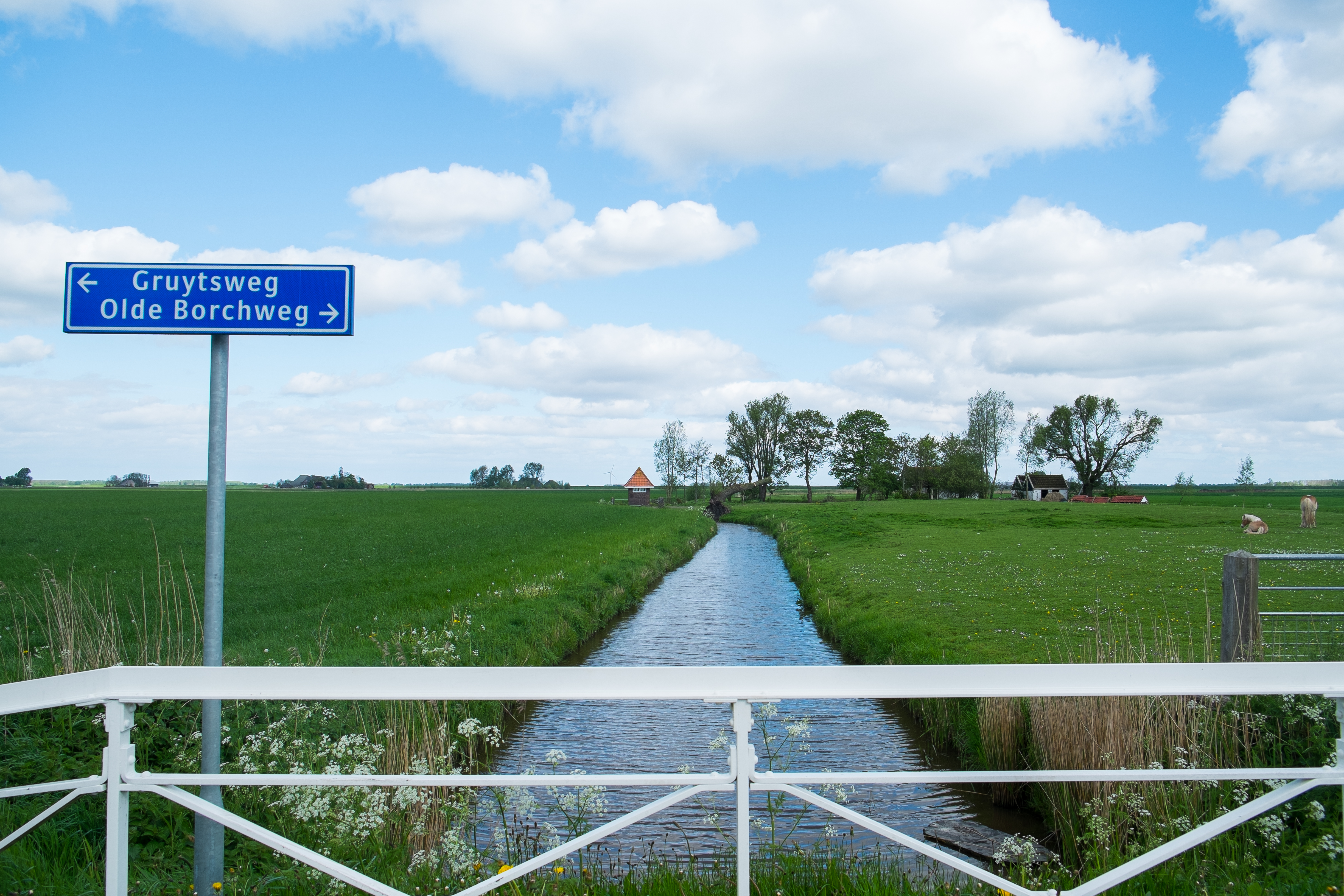
Nieuwlandsried met het gemaal en het witte huisje

Steden, dorpen en gehuchten: Aalsum · Anjum · Augsbuurt · Birdaard · Blija · Bornwird · Brantgum · Burum · Dokkum · Ee · Engwierum · Ferwerd · Foudgum · Genum · Hallum · Hantum · Hantumeruitburen · Hantumhuizen · Hiaure · Hogebeintum · Holwerd · Janum · Jislum · Jouswier · Kollum · Kollumerpomp · Kollumerzwaag · Lichtaard · Lioessens · Marrum · Metslawier · Munnekezijl · Moddergat · Morra · Nes · Niawier · Oosternijkerk · Oostmahorn · Oostrum · Oudwoude · Paesens · Raard · Reitsum · Ternaard · Triemen · Veenklooster · Waaxens · Wanswerd · Warfstermolen · Westergeest · Wetsens · Wierum · Zwagerbosch

Buurtschappen: Abbewier · Bartlehiem (deels) · Beintemahuis · Betterwird · Bollingawier · Bonte Hond · Bornwirdhuizen · Boteburen · Brandeburen · De Dellen · De Keegen · De Kolk · De Leegte · De Rijp · De Wirden · De Schans · Dijkshorne · Dokkumer Nieuwe Zijlen · Drieboerehuizen · Ezumazijl · Groot Medhuizen · Halfweg · Hallumerhoek · Hanenburg · Hantumerhoek · Huis ter Noord · Kettingwier · Klein Medhuizen · Kletterbuurt · Kollumeroudzijl · Krabburen · Laagland · Lutkewier · Molenbuurt · Nieuwland · Oudeterp · Oudwouderzijlen · Reidswal · Scharnehuizen · Stiem · Teerd · Teijeburen · Tergracht (deels) · Ter Lune · Tibma · Tilburen · Tiltjeburen · Vaardeburen · Veldburen · Vijfhuizen (Hallum) · Vijfhuizen (Ternaard) · Visbuurt · Weerdeburen · Westerburen · Westernijkerk · Wie · Wijgeest · Zevenhuizen

Streken: 't Schoor · Galilea · It Paradyske · Lutkelaard · Sibrandahuis · Steenharst · Steenvak · Wildpad (deels) · Zandbulten · Zwagerveen

Friesland: Steden en dorpen      Nederland: Provincies · Gemeenten